# Аніф
Аніф (нім. Anif) —  містечко та громада в австрійській землі Зальцбург. Містечко належить округу Зальцбург-Умгебунг.
Аніф на мапі округу та землі.

## Видатні особи
В Аніфі помер диригент Герберт фон Караян.